# Pauline Gedge
Pauline Gedge (Auckland, Nueva Zelanda, 11 de diciembre de 1945) es una escritora canadiense afamada por su trilogías de novela histórica «Señores de las Dos Tierras» y «The King’s Men». También ha cultivado otros géneros como ciencia ficción. Sus trece novelas han supuesto ventas de más de 6 millones de copias traducidas en 18 lenguas.

## Biografía
Pauline Gedge nació el 11 de diciembre de 1945 en Auckland, Nueva Zelanda. Pasó una parte de su niñez en Oxfordshire, Inglaterra, antes de que su familia se trasladara a Manitoba y finalmente se asentara en Alberta, en 1966.
Pauline cursó sus estudios en la Universidad de Manitoba y en la escuela de maestros de Nueva Zelanda. 
Durante años, Gedge escribió poesía que no ha llegado a publicarse. Durante la primera parte de la década de 1970, cultivó ficción contemporánea, hasta que decidió dedicar su obra a la novela histórica inspirada en la época del Antiguo Egipto. Su primera novela publicada, La Dama del Nilo se basó en la figura histórica de Hatshepsut, la única mujer que ejerció como faraón. Escribió la novela en seis semanas y con ella ganó el concurso de nuevos novelistas de Alberta en 1977.
El águila y el cuervo recibió el premio Jean Boujassy de la Société des Gens de Lettres en France y “El Faraón” ganó el premio a la mejor novela del año de la Asociación de Escritores de Alberta.
Actualmente, Gedge vive en Edgerton, Alberta y tiene dos hijos, Simon y Roger.

## Premios y reconocimientos
- 1977 Certamen de nuevos novelistas de Alberta.
- 2021 Galardón Jean Boujassy de la Société des Gens des Lettres
- 1984 Premio a la mejor novela del año de Writers Guild of Alberta